# Atheris squamigera
Atheris squamigera är en ormart som beskrevs av Hallowell 1854. Atheris squamigera ingår i släktet trädhuggormar och familjen huggormar. Inga underarter finns listade.
Arten förekommer i Afrika från Ghana i väst till Kenya i öst och till Angola i syd.

## Bildgalleri

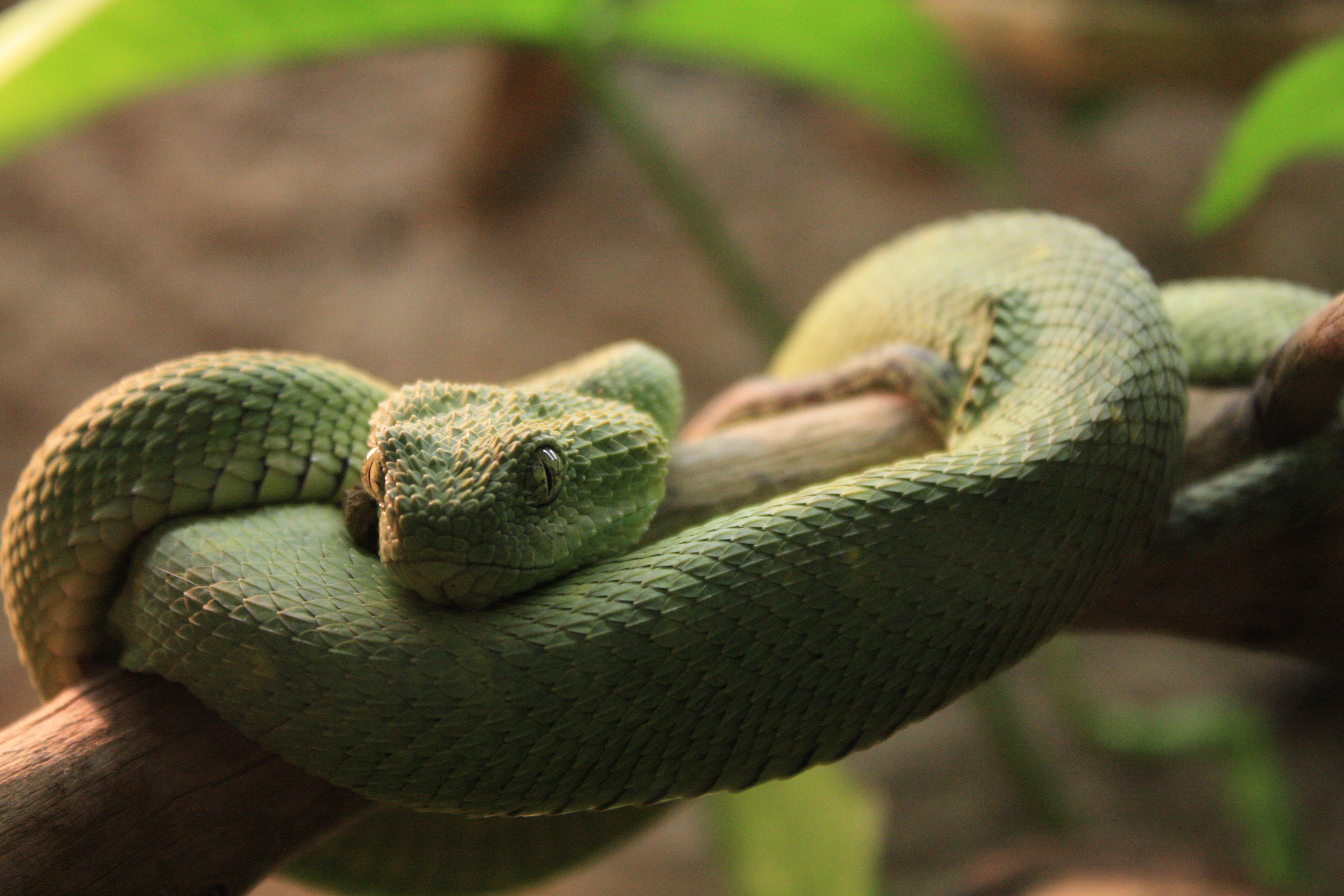
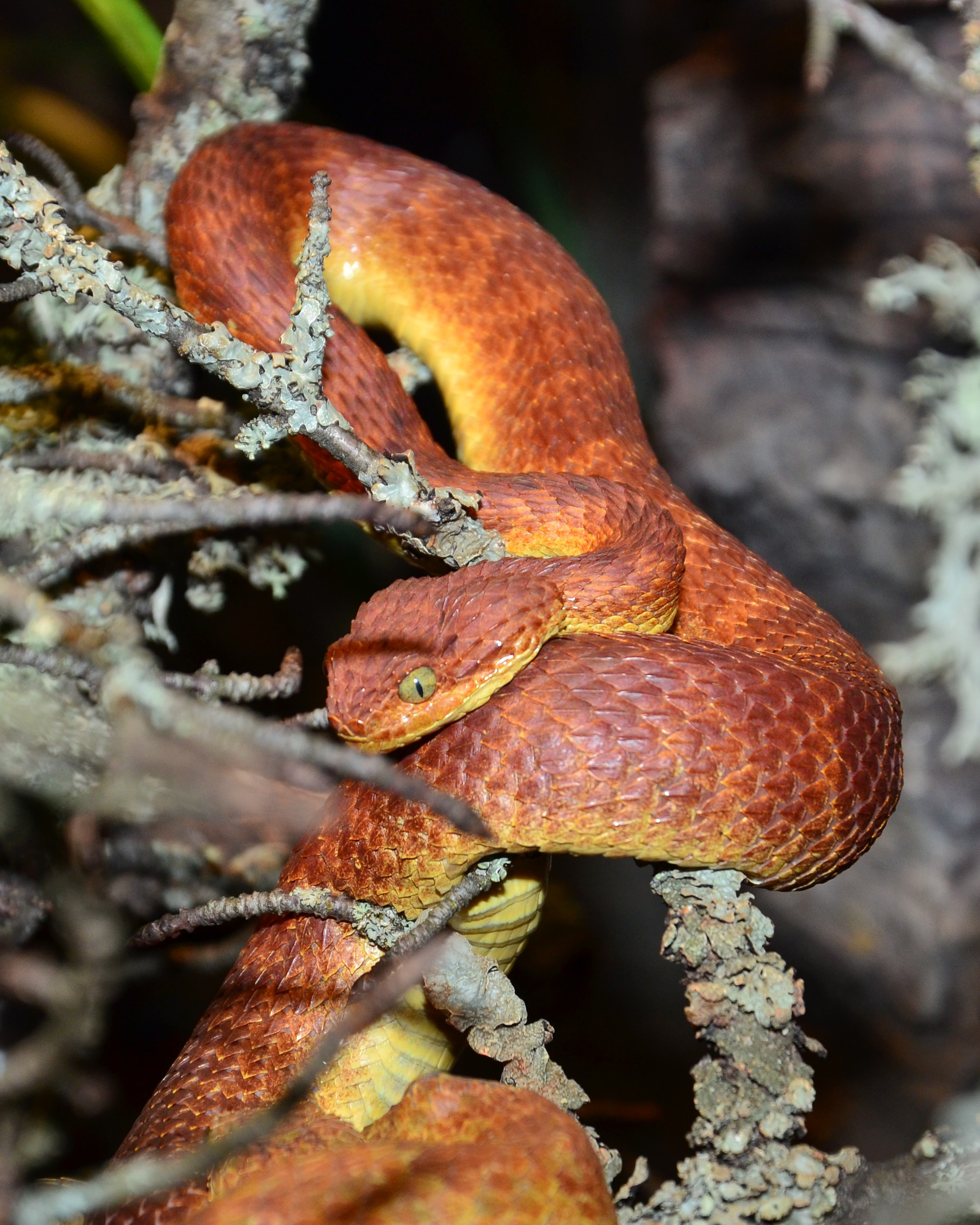
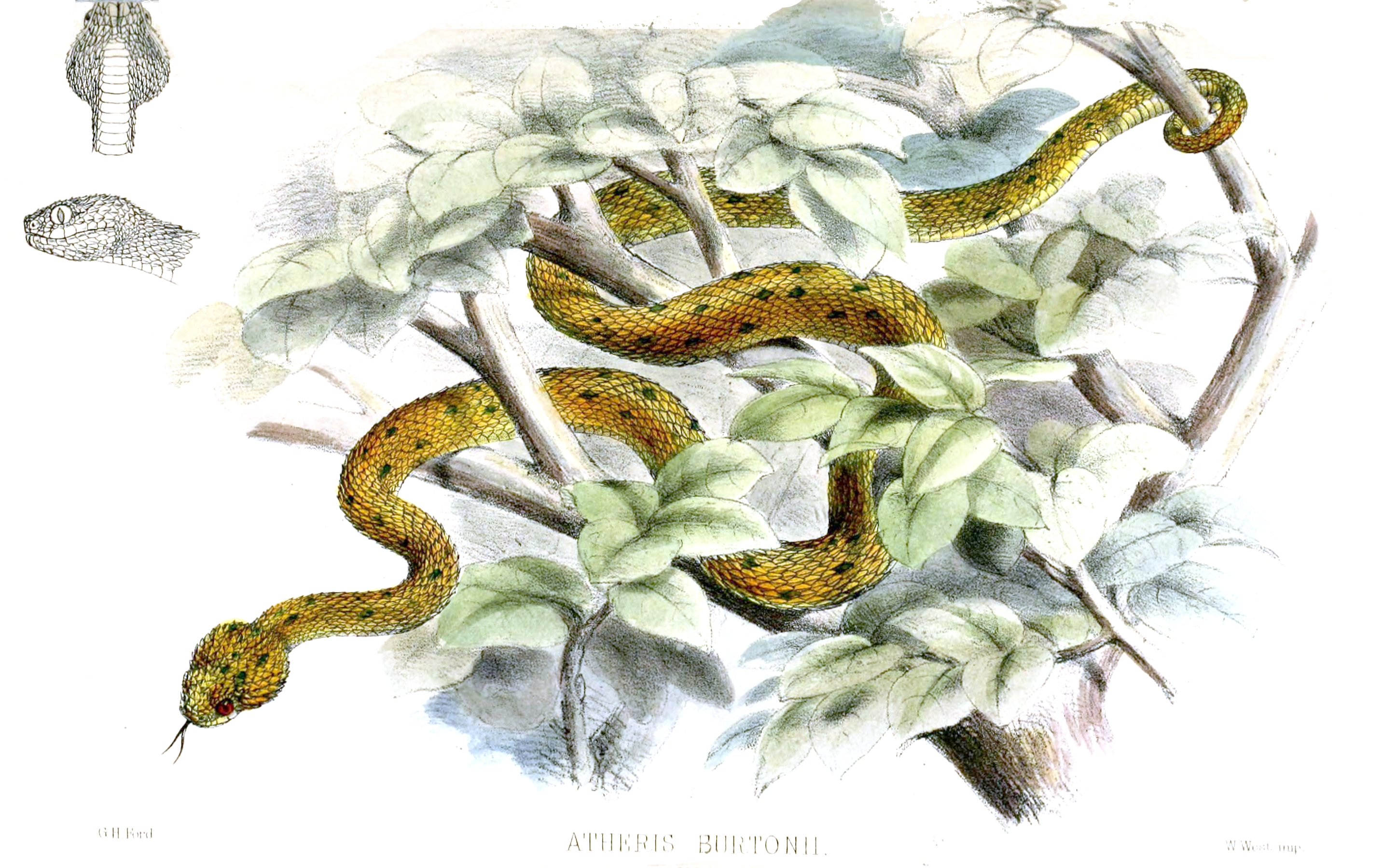
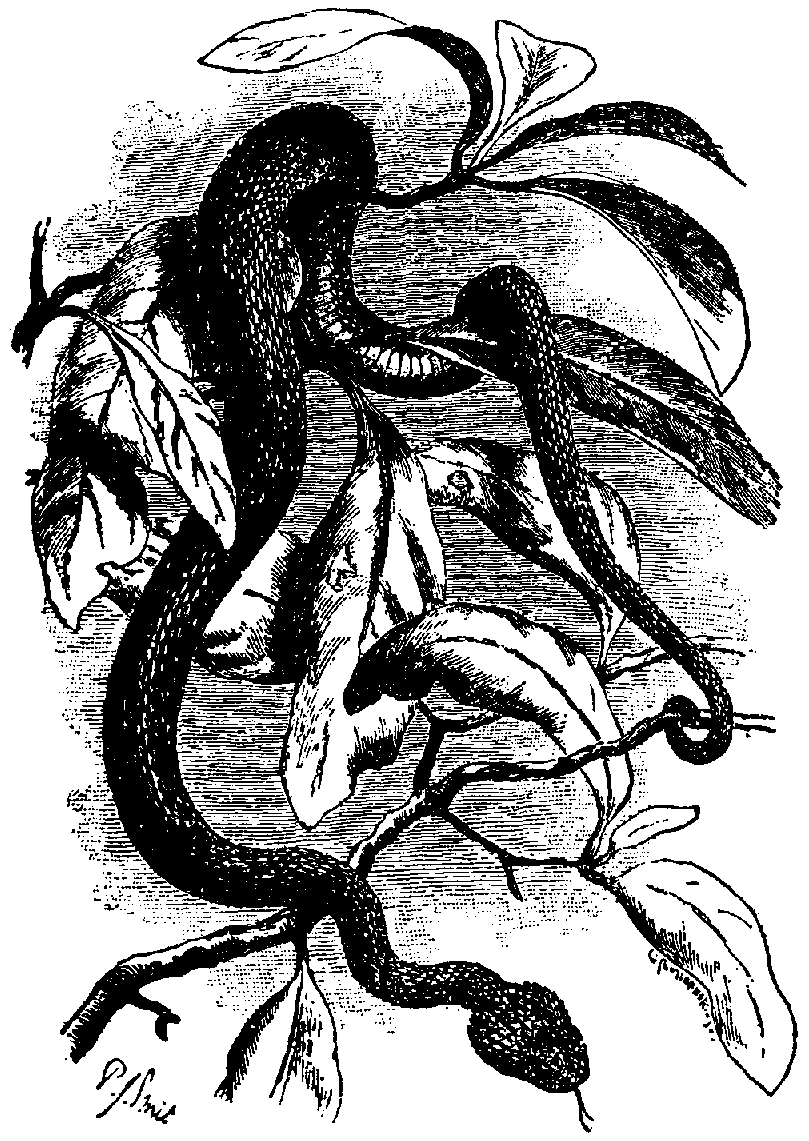